# Ryan Shuck
Ryan Shuck (nacido en Taft, California el 11 de abril de 1973) es el vocalista de la banda Julien-k, y actual guitarrista de la banda Orgy. Shuck participó también en varios proyectos secundarios, habiendo sido fundador de la banda SexArt con Jonathan Davis de la banda Korn, con quien coescribió la canción BLIND.
En 1995 Ryan Shuck, junto al vocalista Jay Gordon, creó la banda de rock industrial multiplatino Orgy, de la que es actualmente miembro. Junto a Amir Derakh, Shuck fundó también una banda de electro-rock llamada Julien-K, siendo actualmente de ella vocalista y compositor, además de multinstrumentista.
Shuck formó también parte de la banda Dead By Sunrise, liderada por Chester Bennington de Linkin Park, desde su creación en 2005 hasta su disolución definitiva en 2012, incluyendo la reunión temporal de la banda en 2017 por motivo de su último concierto.

## Incursión en el cine
Ryan participó en una película llamada The Forsaken, donde tuvo un rol menor interpretando a un vampiro llamado Pride.